# Uhtna
Uhtna (Duits: Uchten) is een plaats in de Estlandse gemeente Rakvere vald, provincie Lääne-Virumaa. De plaats heeft 321 inwoners (2021) en heeft de status van groter dorp of ‘vlek’ (Estisch: alevik).
Uhtna lag tot in oktober 2017 in de gemeente Sõmeru. In die maand ging Sõmeru op in de gemeente Rakvere vald.

## Geschiedenis
Het landgoed dat bij Uhtna hoort, werd voor het eerst genoemd in 1489. Het behoorde toe aan een reeks bekende Duits-Baltische families, zoals von Taube en Wrangel. De laatste eigenaar voordat het landgoed in 1919 werd onteigend en opgedeeld onder de pachters, was Alexander von Weiß. Het landhuis, dat nog steeds bestaat, is gebouwd in de 19e eeuw. Het is privé-eigendom.
Tijdens de Sovjetbezetting werden de zelfstandige boerderijen weer samengevoegd tot een kolchoz.
De plaats Uhtna is pas sinds juli 2007 een ‘vlek’, voor die tijd was ze een dorp (Estisch: küla).
De buurdorpen Muru en Võhma maakten tussen 1977 en 1997 deel uit van Uhtna.

## Foto’s

Uhtna in de winter
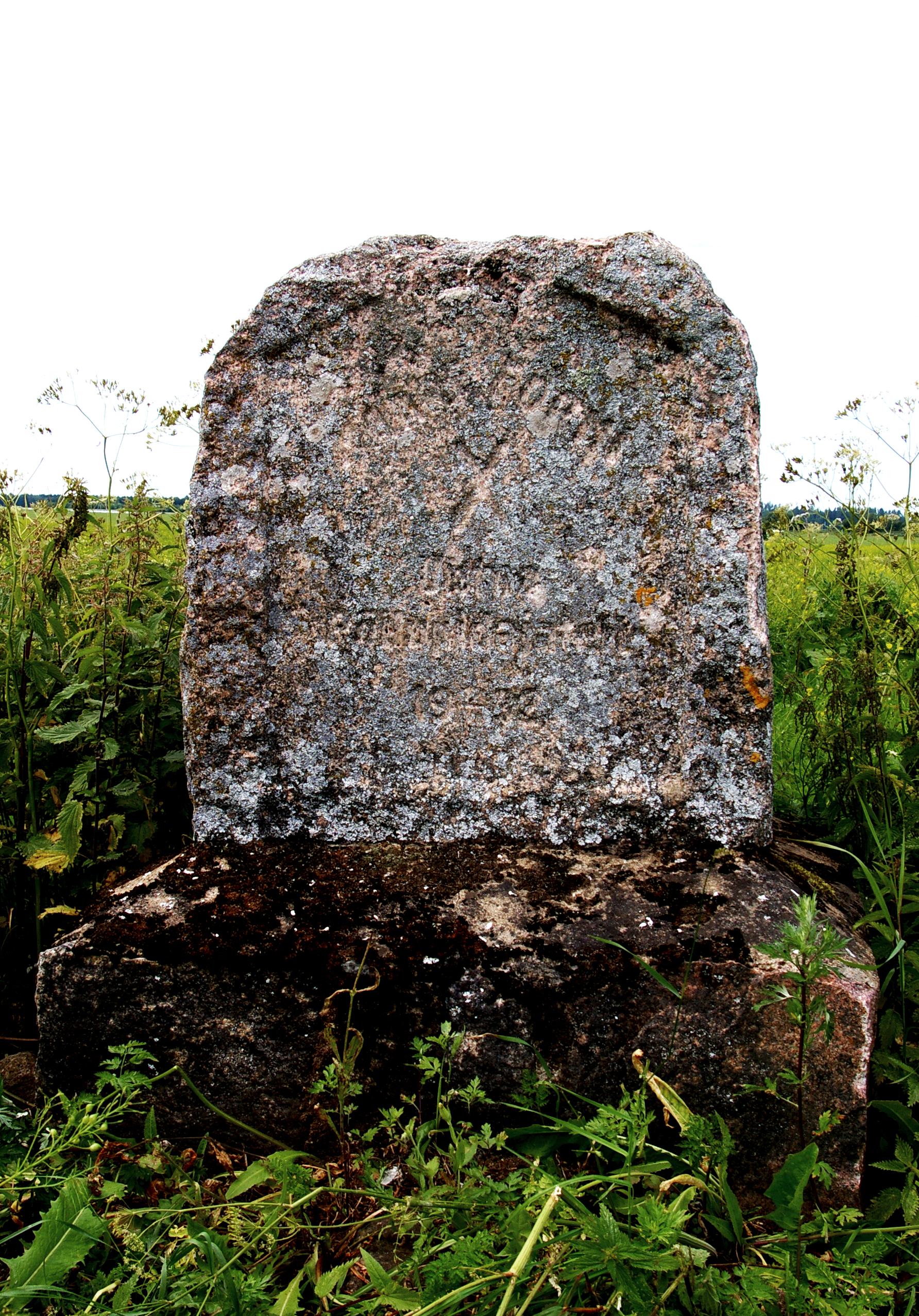
Gedenksteen voor de landhervorming van 1919
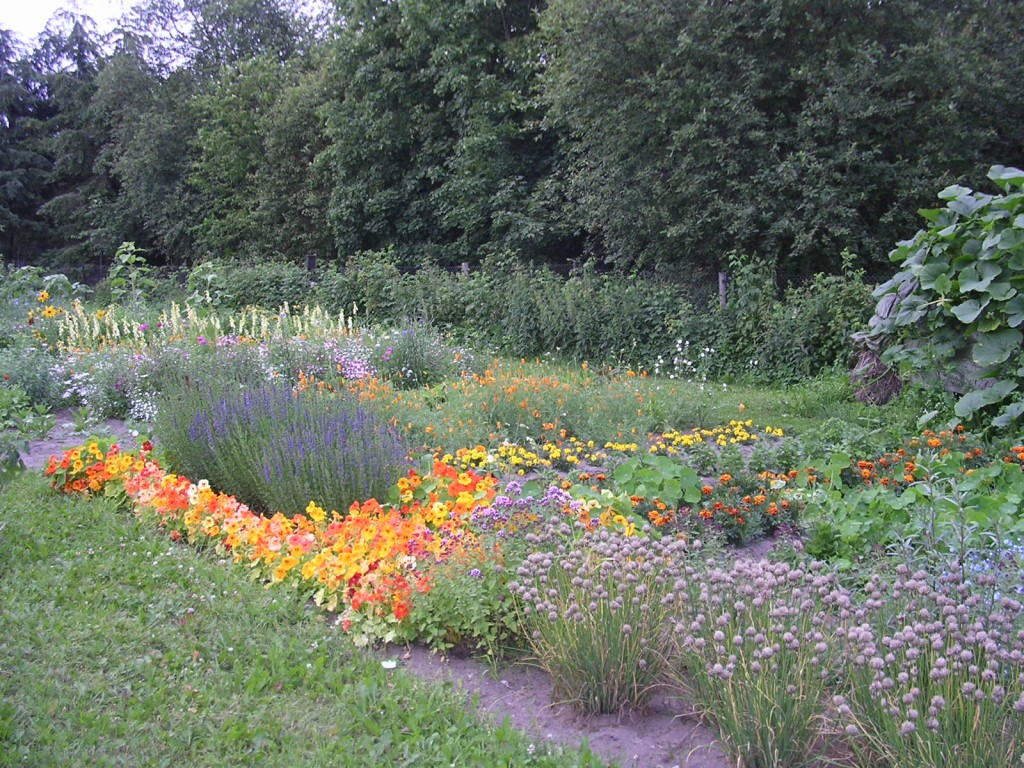
Botanische tuin bij de school van Uhtna
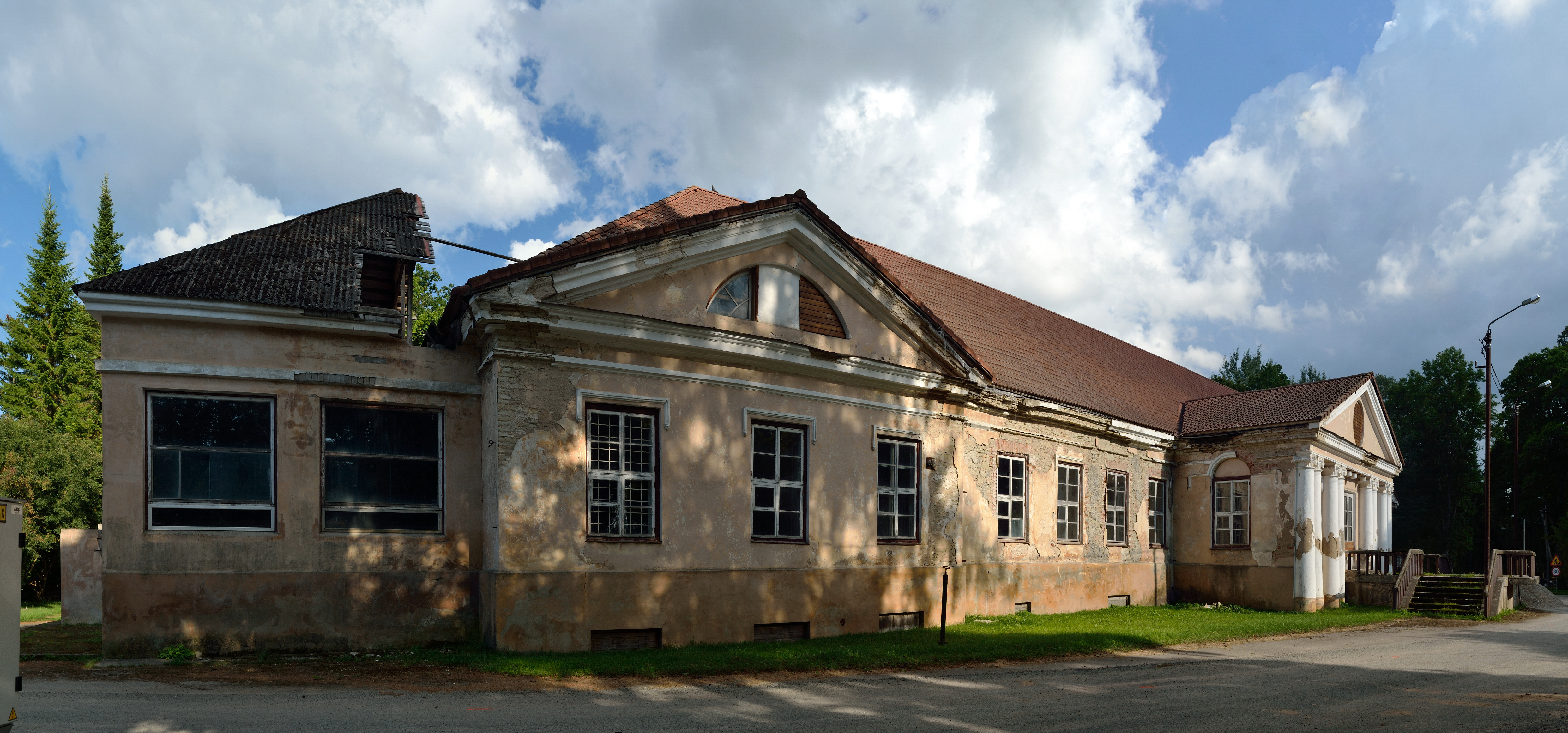
Het landhuis van Uhtna
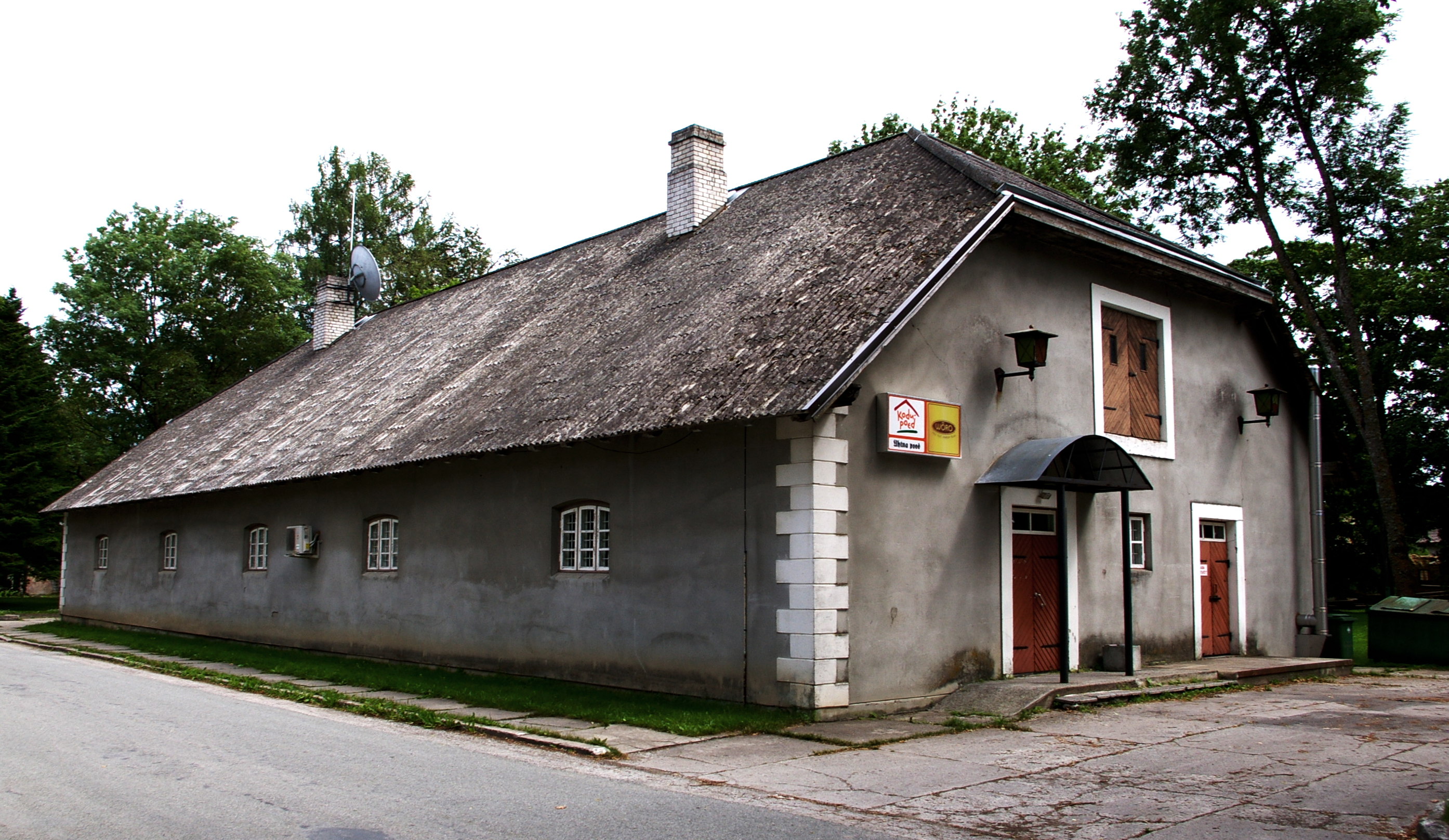
Opslagplaats van de vroegere kolchoz van Uhtna, nu in gebruik als winkel